# Azurduy (gemeente)
Azurduy is een gemeente (municipio) in de Boliviaanse provincie Azurduy in het departement Chuquisaca. De gemeente telt naar schatting 10.956 inwoners (2018). De hoofdplaats is Azurduy.